# Luba Skořepová
Luba Skořepová, de son vrai nom Libuše Skořepová, née le 21 septembre 1923 à Náchod et morte le 23 décembre 2016 à Prague, est une actrice, écrivaine et dramaturge tchécoslovaque, puis tchèque.

## Biographie
De 1942 à 1944, Luba Skořepová étudie le théâtre au Conservatoire de Prague. Après la libération, elle travaille dans l'Ensemble de Jeunesse Jindřich Honzl et au Studio du Théâtre National (Studio ND) (1945-1948). Après sa disparition en 1948, elle devient membre de la troupe dramatique du Théâtre national. 
Elle donne sa dernière représentation sur la scène du Théâtre national le 18 juin 2014 lors du final de la pièce de Gogol Le Revizor. Au cours de ses soixante-six années de travail avec la troupe, elle a interprété 140 rôles. En plus du Théâtre national, elle a été invitée, par exemple, dans les théâtres Metro, Ypsilon, Rubín, Řeznické, dans les théâtres municipaux de Prague et d'autres.
Son premier mari était l'acteur Josef Pehr, et son second l'écrivain Pavel Hanuš (cs) (1928–1991). Cependant, Skořepová est restée sans enfant. Luba Skořepová passait une grande partie de son temps libre dans sa maison du village de Líšný dans la région de Železný Brod,.  

## Publications
- 1990 : Herci a jejich hvězdy : Jak je vidí Luba Skořepová
- 1992 : Tajemné síly přírody (réédité en 2010)
- 1993 : Nejsem čarodějka
- 1994 : Hadrová Ančka (réédité en 2007)
- 1995 : Pomněnky i máta peprná, aneb, Kudy jsem si to vyšlapovala (réédité en 1998)
- 1996 : Jiskření, aneb, Na černé hodince s Máchou, Němcovou a hvězdami (avec Miroslav Ivanov (cs))
- 1999 : Nebe, peklo, ráj
- 2003 : O zvířatech a lidech a malých zázracích
- 2010 : Tajnosti herecké a historky rozverné
- 2014 : Nejsem už holka

## Filmographie
| Année | Titre                                                              | Rôle                                     |
| ----- | ------------------------------------------------------------------ | ---------------------------------------- |
| 2007  | Příkopy                                                            | Plecitá                                  |
| 2006  | Náves                                                              | Plecitá                                  |
| 2004  | Náměstíčko (cs)                                                    | Plecitá                                  |
| 2001  | Šípková Růženka                                                    | Zemanová                                 |
| 2000  | Cesta z města                                                      | La grand-mère                            |
| 1999  | Nenávist                                                           |                                          |
| 1998  | Cizinci v čase                                                     |                                          |
| 1998  | Milenec lady Chatterleyové                                         | Mellorsová                               |
| 1996  | Une trop bruyante solitude                                         | La comtesse                              |
| 1995  | Malostranské humoresky                                             | Kryštofová                               |
| 1995  | Hazard                                                             | La grand-mère                            |
| 1995  | O kumburské Meluzíně                                               | La sorcière Hudrlína                     |
| 1994  | Příliš hlučná samota                                               | La comtesse                              |
| 1993  | Nesmrtelná teta                                                    | La comtesse                              |
| 1993  | Uctivá poklona, pane Kohn – 5. díl – Abychom zdraví byli           | Tereza, l'épouse de Tausig               |
| 1991  | Zálety koňského handlíře                                           |                                          |
| 1990  | Takmer růžový příběh                                               | Lucia                                    |
| 1989  | Něžný bar                                                          | Une femme avec une poussette             |
| 1988  | Naděje má hluboké dno                                              |                                          |
| 1987  | Černá punčocha                                                     | Opatovská                                |
| 1986  | Dobré světlo                                                       | La mère de la mère                       |
| 1985  | Čarovné dědictví                                                   | Agáta                                    |
| 1984  | Případ ukradených vědomostí                                        |                                          |
| 1983  | Evo, vdej se!                                                      | Krausová                                 |
| 1982  | Smrt talentovaného ševce: dle stejnojmenného románu Václava Erbena | Alena Šustrová                           |
| 1980  | Něco je ve vzduchu                                                 | Hovorková                                |
| 1980  | Co je doma, to se počítá, pánové                                   | Nováková                                 |
| 1979  | Hodinářova svatební cesta korálovým mořem                          | La greffière de l'Hôtel de ville         |
| 1979  | Julek                                                              | Le destin                                |
| 1978  | Já už budu hodný, dědečku!                                         | Madame Piklová                           |
| 1977  | Na Veliké řece                                                     | Vranka                                   |
| 1976  | Jakub                                                              | La directrice                            |
| 1975  | Chalupáři (série)                                                  | La gitane Aranka                         |
| 1975  | Sarajevský atentát                                                 | La mère d'Ilic                           |
| 1974  | Noc oranžových ohňů                                                | La responsable de Metrostav              |
| 1973  | Tři nevinní                                                        | Tante Nora                               |
| 1972  | Bitva o Hedviku                                                    | La mère                                  |
| 1971  | Lekce                                                              | Lutychová                                |
| 1970  | Dlouhá bílá nit                                                    | Anna                                     |
| 1970  | Tvář pod maskou                                                    | Sima                                     |
| 1969  | Den osmý, osmá noc                                                 | Máří                                     |
| 1969  | Přehlídce velím já                                                 | La greffière                             |
| 1968  | Rekviem za kouzelnou flétnu                                        | La femme maléfique                       |
| 1968  | Objížďka                                                           | Anežka                                   |
| 1968  | Sňatky z rozumu                                                    | La femme de ménage                       |
| 1967  | Klapzubova jedenáctka – 9. díl                                     |                                          |
| 1963  | Handlíři                                                           | Lojzka                                   |
| 1961  | Pohled do očí                                                      | Kubešová                                 |
| 1960  | Všude žijí lidé                                                    | Pacáková                                 |
| 1960  | Vyšší princip                                                      | Une voisine                              |
| 1959  | Probuzení                                                          | Une femme dans un accident de voiture    |
| 1958  | Morálka paní Dulské                                                | La femme de chambre Anna Spevakova       |
| 1958  | Zde jsou lvi                                                       | Eliška                                   |
| 1957  | Malí medvědáři                                                     | Une mère avec une poussette              |
| 1955  | Blázni mezi námi                                                   | La maîtresse                             |
| 1949  | Pan Habětín odchází                                                | La greffière                             |
| 1949  | Němá barikáda                                                      | La femme du boulanger                    |
| 1948  | Křížová trojka                                                     | Mařenka                                  |
| 1948  | O malých pro velké                                                 | La mère de la petite fille               |
| 1948  | Žijí mezi námi                                                     | Marie Tarabová                           |
| 1947  | Podobizna                                                          | Martina                                  |
| 1947  | Portáši                                                            | Maryša                                   |
| 1946  | Právě začínáme                                                     | Une spectatrice sur le manège de la mort |